# Eduardo Nájera
Eduardo Alonso Nájera Pérez (* 11. Juli 1976 in Ciudad Meoqui, Chihuahua) ist ein ehemaliger mexikanischer Basketballspieler, der von 2000 bis 2012 in der nordamerikanischen Profiliga NBA aktiv war. Er war vor allem für sein Rebounding und seine Hartnäckigkeit in der Verteidigung bekannt. Nájera ist erst der zweite in Mexiko geborene Spieler, der in der NBA spielte.

## Basketballkarriere
Nájera spielte Hochschulbasketball an der University of Oklahoma von 1997 bis 2000 und wurde dort ein Leistungsträger. Er half der Mannschaft zu vier aufeinanderfolgenden Teilnahmen am NCAA-Turnier während seiner Hochschulkarriere.
Mit Nájera erreichte Mexiko den vierten Platz in den World Games 1999 und bei der Universiade.
Bei den Dallas Mavericks spielte er von 2000 bis 2004 sowie von 2004 bis 2005 bei den Golden State Warriors. Von da aus wechselte er zu den Denver Nuggets.
Danach wechselte er von den Nuggets zu den Nets nach New Jersey. Dort spielte er bis Januar 2010. Am 9. Januar 2010 wurde er gegen Kris Humphris und Shawnee Williams zu den Dallas Mavericks getradet. Juli 2010 wurde Nájera zusammen mit Erick Dampier und Matt Carroll gegen Tyson Chandler und Alex Ajinca zu den Charlotte Bobcats getradet. Für die Bobcats spielte Najera bis 2012. Er entschloss sich nach Ende seines Vertrags seine aktive Karriere zu beenden.

## Trainerkarriere
Nach dem Ende seiner aktiven Karriere entschloss sich Najera eine Karriere als Trainer anzustreben. Er erhielt ein Angebot der Dallas Mavericks neuer Headcoach der Texas Legends in der NBA Development League zu werden. Najera war bis 2015 als Trainer der Mannschaft tätig.

## Neben dem Sport
2004 gründete Nájera die Eduardo Najera Foundation for Latin Achievement, die Hochschulstipendien für herausragende Latino-Studenten vergibt.
2001 diente Nájera als Botschafter für das United Nations Drug Control Programme für den Sport und gegen Drogen.
2000 erhielt Nájera den Chip Hilton Player of the Year Award der Naismith Memorial Basketball Hall of Fame.